# Ximèn Peres d'Orís
Ximèn Peres d'Orís   (segle XII - segle XIII) o Ximèn Peris d'Orís, fou un cavaller aragonès d'ascendència osonenca del llinatge Orís, fill de Pere d'Orís.

## Biografia
Participà a frenar l'alçament musulmà de 1247. Pot tenir relació amb el cavaller Ximén Pérez, de Tarassona, a qui el rei Jaume I d'Aragó atorgà la senyoria d'Alfara del Patriarca (1249). Fou el primer senyor de Benilloba, Bocairent, Sella (1250), Alfafara (1250), de la primera, tercera i quarta poblacions de les quals en consta com a senyor entre 1277 i 1285, i també d'Agres (11 de març de 1255), poblacions amb castell, el qual també rebé, per concessió del rei Jaume I d'Aragó, segons el Llibre del Repartiment de València, una alqueria amb hortes a Cocentaina. En document datat a Cocentaina, el 18 de juny de 1258 entre el rei Jaume I d'Aragó, llavors senyor de la vila reial de Penàguila i de totes les altres seves entitats dependents, i Ximèn Peres d'Orís, aquest darrer en passà a ser el segon senyor. D'altra banda, el 19 de febrer de 1263, Ximén López de Foces permuta les propietats de Benifallim, situades dins la senyoria de Penàguila, amb Ximèn Peres d'Orís per d'altres a Aragó. El seu fill homònim, juntament amb la seva esposa Xandra Martínez d'Eslava vengueren Sella amb d'altres propietats (1 de març de 1312) a Bernat d'Oms, veí de Cullera, per 33 000 sous (ACA, Cancelleria. Apèndix documental. Doc. núm. 3. Seg. 287 f. 48v-49v). Un descendent, Joan Ximèn d'Orís, senyor de Penàguila, en vendrà les terres el 3 de març de 1315 a Bernat de Cruïlles, ja com a senyor de Penàguila. Ximèn Peres d'Orís participà en la conquesta de Xàtiva, Bicorb, Bocairent i Sella. El 23 de juliol de 1247 apareix en forma d'expedient i amb segell de placa, en llatí, la carta de donació i llicència de població, atorgada per Pere d'Arenós, lloctinent del rei Jaume I d'Aragó, del castell i vila de Bocairent, amb tots els seus termes, així com el castell i vila d'Agres i de Mariola juntament amb Lope Sánchez de Espandén i Arnaldo de Alcait (AHPZ, sign. actual: ES/AHPZ - P/001346/0001, estat del marquesat d'Oraní, de la Casa Ducal d'Híjar-Aranda, en còpia certificada de 1546; antiga sign.: Sala 4-100-1).
Pel que fa al castell d'Alfafara, edifici molt modificat actualment, cal consultar el llibre de fra Salustiano Vicedo Vicedo (OFM), natural d'Alfafara. Quant al castell d'Agres, també.
Pel que fa al castell d'Alfafara, actualment habitatge molt modificat del carrer Serra de Mariola núm. 4, cal consultar el llibre de fra Salustiano Vicedo Vicedo, natural d'Alfafara. Quant al castell d'Agres, també el mateix autor.